# Love the Coopers
Love the Coopers (Christmas with the Coopers voor de Britse markt) is een Amerikaanse komische kerstfilm en ensemblefilm uit 2015 van Jessie Nelson met in de hoofdrollen onder meer Diane Keaton en Ed Helms.

## Verhaal
Zoals elk jaar komen de leden van de familie Cooper met Kerst bij elkaar, maar dit jaar loopt alles anders. Zo overweegt mater familias Charlotte (Diane Keaton) te gaan scheiden van haar alcoholistische man Sam (John Goodman), maar wil ze voor nu nog even mooi weer spelen. Zoon Hank (Ed Helms) verzwijgt dat hij ontslagen is en zijn huwelijk ten einde, terwijl zijn zus Eleanor (Olivia Wilde), in een poging de dominante Charlotte te behagen, een jongen heeft meegenomen die zogenaamd haar vriendje is. Onder de vier generaties aanwezigen zijn ook Charlottes criminele zusje Emma (Marisa Tomei), de dementerende tante Fishy (June Squibb) en de eenzame opa Bucky (Alan Arkin).

## Rolverdeling
| Acteur          | Personage        | Opmerkingen                          |
| --------------- | ---------------- | ------------------------------------ |
| John Goodman    | Sam Cooper       |                                      |
| Diane Keaton    | Charlotte Cooper | Sams vrouw                           |
| Ed Helms        | Hank Cooper      | zoon van Sam en Charlotte            |
| Olivia Wilde    | Eleanor Cooper   | dochter van Sam en Charlotte         |
| Jake Lacy       | Joe              | soldaat, zogenaamd Eleanors vriendje |
| Marisa Tomei    | Emma             | Charlottes zus                       |
| June Squibb     | tante Fishy      |                                      |
| Alan Arkin      | opa Bucky        |                                      |
| Amanda Seyfried | Ruby             | serveerster                          |
| Anthony Mackie  | Percy Williams   | politieagent                         |
| Alex Borstein   | Angie            |                                      |
| Steve Martin    | hond Rags        | tevens verteller                     |

## Productie
Opnames voor deze film vonden onder meer plaats in Pittsburgh en Butler, beide in Pennsylvania.